# Oskar Sakrausky (Geistlicher, 1952)
Oskar Sakrausky (* 5. Mai 1952 in Bruck an der Mur) ist ein österreichischer evangelisch-lutherischer Geistlicher. Er war von 2000 bis 2013 Militärsuperintendent von Österreich.

## Leben

### Herkunft und Ausbildung
Sakrausky wurde als Sohn des evangelischen Pfarrers (und späteren Bischofs der Evangelischen Kirche A. B.) Oskar Sakrausky und seiner Frau Herta geboren.
Die Volksschule besuchte er in Bad Bleiberg und in Trebesing, die Reifeprüfung legte er im Jahr 1971 in Wien ab. Nach Ableistung des Präsenzdienstes begann er 1972 mit dem Studium der evangelischen Theologie in Neuendettelsau. Von 1973 an studierte er an der Universität Wien, wo er im Jahr 1977 das Studium als Magister der Theologie abschloss.

### Geistliche Laufbahn
Sein Lehrvikariat in St. Ruprecht bei Villach begann im September 1977. Am 8. Juli 1979 wurde er in Fresach von seinem Vater, Bischof Oskar Sakrausky, zum geistlichen Amt ordiniert. Mit 1. August 1979 wurde Oskar Sakrausky zum Pfarrer der Evangelischen Pfarrgemeinde in St. Ruprecht bei Villach bestellt und am 23. September 1979 durch Superintendent Paul Pellar in sein Amt eingeführt.

#### Militärpfarrer und -superintendent
Mit Wirkung vom 1. April 1980 übernahm er die Tätigkeit eines Militärpfarrers im Nebenamt, ab Juni 1980 wurde er als Militärkaplan der Reserve in Villach eingesetzt.
Im Sommer 2000 wurde Sakrausky zum Militärsuperintendenten von Österreich gewählt und trat seinen Dienst mit 31. Oktober 2000 an. Die Amtseinführung erfolgte am 12. Jänner 2001 in der Lutherischen Stadtkirche Wien durch Bischof Herwig Sturm und Landessuperintendent Peter Karner. Als Militärsuperintendent setzte sich Sakrausky besonders für die Verankerung der Evangelischen Militärseelsorge im Bundesheer ein und veranlasste die Ausgabe des Evangelischen Gesangbuches für Soldaten. In der Zeit der Balkankriege organisierte er Hilfslieferungen für die vom Krieg betroffene Zivilbevölkerung. Mit 30. November 2013 trat Sakrausky als Militärsuperintendent in den Ruhestand.
Nach seinem Übertritt in den Ruhestand übernahm Sakrausky die evangelische Gemeinde in Mürzzuschlag.

### Weitere Tätigkeiten
Neben seiner Tätigkeit als Seelsorger engagiert sich Sakrausky für den „Verein zur Pflege der Evangelischen Glaubensüberlieferung in Kärnten“ in Fresach, der dort das Evangelische Diözesanmuseum betreibt.